# Qualificazioni al campionato mondiale di calcio 2022 - CAF - seconda fase - girone H
Questa voce raccoglie i risultati delle partite del girone H valido come secondo turno di qualificazione al Campionato mondiale di calcio 2022 per la zona africana.

## Classifica
| Squadra        | P.ti | G | V | P | S | RF | RS | DR  |
| -------------- | ---- | - | - | - | - | -- | -- | --- |
| Senegal        | 16   | 6 | 5 | 1 | 0 | 15 | 4  | +11 |
| Togo           | 8    | 6 | 2 | 2 | 2 | 5  | 6  | -1  |
| Namibia        | 5    | 6 | 1 | 2 | 3 | 5  | 10 | -5  |
| Rep. del Congo | 3    | 6 | 0 | 3 | 3 | 5  | 10 | -5  |

## Risultati

### 1ª giornata
| Arbitro: | Sadok Selmi |

|                     |           |  |
| Mané 56’ Diallo 81’ | Marcatori |  |

| Arbitro: | Andofetra Rakotojaona |

|             |           |                    |
| Hambira 24’ | Marcatori | 57’ (aut.) Hambira |

### 2ª giornata
| Arbitro: | Omar Artan |

|  |           |              |
|  | Marcatori | 53’ Kambindu |

| Arbitro: | Mohamed Ali Moussa |

|                       |           |                                  |
| Ganvoula 45+2’ (rig.) | Marcatori | 27’ Dia 82’ Sarr 87’ (rig.) Mané |

### 3ª giornata
| Arbitro: | Sekou Toure |

|                   |           |                  |
| Placca Fessou 56’ | Marcatori | 20’ (aut.) Romao |

| Arbitro: | Kalilou Traore |

|                                           |           |              |
| Gueye 10’ Diedhiou 38’ Mané 55’ Baldé 84’ | Marcatori | 76’ Kamatuka |

### 4ª giornata
| Arbitro: | Mohamed Youssouf Athoumani |

|               |           |                        |
| Shalulile 27’ | Marcatori | 22’, 51’, 84’ Diedhiou |

| Arbitro: | Djindo Houngnandande |

|            |           |                              |
| Mbenza 71’ | Marcatori | 43’ Placca Fessou 78’ Denkey |

### 5ª giornata
| Arbitro: | Samuel Uwikunda |

|            |           |               |
| Mbenza 54’ | Marcatori | 42’ Shalulile |

| Arbitro: | Jalal Jayed |

|                  |           |              |
| Cissé 45’ (rig.) | Marcatori | 90+3’ Diallo |

### 6ª giornata
| Arbitro: | Fabricio Duarte |

|               |           |  |
| Sarr 13’, 23’ | Marcatori |  |

| Arbitro: | Pierre Atcho |

|  |           |                   |
|  | Marcatori | 88’ Placca Fessou |